# Joost Terol
Joost Terol (Leiden, 1 februari 1980) is een Nederlands voormalig profvoetballer die als doelman speelde.

## Carrière
Terol begon bij SJC waar hij op zestienjarige leeftijd in het eerste team kwam dat in de tweede klasse speelde. Toen hij stopte met zijn CIOS-opleiding, werd hij militair en stopte hij met voetbal. Hij diende in Kosovo. In 2001 ging hij voor VV Noordwijk in de hoofdklasse spelen.
Gedurende drie seizoenen speelde hij in het eerste elftal van FC Utrecht. Hij was eerst anderhalf seizoen tweede keeper achter René Ponk, waarna hij begin 2005 eerste keeper werd bij FC Utrecht. Hij maakte zijn debuut in het Nederlandse betaalde voetbal op 26 oktober 2003 in de wedstrijd FC Twente-FC Utrecht (2-2), toen hij na 43 minuten inviel voor René Ponk.
Vanaf de zomer van 2005 was hij zijn basisplaats kwijt aan de van Troyes overgenomen Guadelouper Franck Grandel. Maar na een reeks flaters van Grandel kreeg hij zijn basisplaats terug en keepte hij nog een groot aantal wedstrijden. Voor het seizoen 2006/2007 ging Terol naar Sparta. Vervolgens ging hij aan de slag in Griekenland en Cyprus. Na Cyprus ging hij terug naar Nederland naar AGOVV Apeldoorn. Op 24 juni 2009 maakte de Graafschap bekend dat ze in Joost Terol een nieuwe keeper had gevonden voor de naar de AZ vertrokken doelman Erik Heijblok. Met De Graafschap promoveerde hij in zijn eerste seizoen naar de Eredivisie, waarna hij beloond werd met een contractverlenging van een jaar. In de zomer van 2013 kwam hij zonder club te zitten. In januari 2014 tekende hij tot het einde van het seizoen 2013/14 bij Antwerp FC.
Medio 2014 werd hij keeperstrainer bij VV Katwijk.

## Clubstatistieken[2]
| Seizoen        | Club             | Land        | Competitie     | Duels | Goals |
| -------------- | ---------------- | ----------- | -------------- | ----- | ----- |
| 2003/04        | FC Utrecht       | Nederland   | Eredivisie     | 7     | 0     |
| 2004/05        | FC Utrecht       | Nederland   | Eredivisie     | 16    | 0     |
| 2005/06        | FC Utrecht       | Nederland   | Eredivisie     | 25    | 0     |
| 2006/07        | Sparta Rotterdam | Nederland   | Eredivisie     | 15    | 0     |
| 2007/08        | PAE Veria        | Griekenland | Super League   | 17    | 0     |
| 2008/09        | AEP Paphos FC    | Cyprus      | A Divizion     | 6     | 0     |
| 2008/09        | AGOVV Apeldoorn  | Nederland   | Eerste divisie | 13    | 0     |
| 2009/10        | De Graafschap    | Nederland   | Eerste divisie | 36    | 0     |
| 2010/11        | De Graafschap    | Nederland   | Eerste divisie | 6     | 0     |
| 2011/12        | De Graafschap    | Nederland   | Eredivisie     | 6     | 0     |
| 2012/13        | De Graafschap    | Nederland   | Eerste divisie | 37    | 0     |
| 2013/14        | Royal Antwerp FC | België      | Tweede klasse  | 6     | 0     |
| Totaal         | Totaal           | Totaal      | Totaal         | 159   | 0     |
| Bijgewerkt tot | 18 mei 2011      |             |                |       |       |

## Erelijst
FC Utrecht
- KNVB beker

2004
- Johan Cruijff Schaal

2004